# Patrick Cazals
Cet article possède un paronyme, voir Patrick Cazal.
Patrick Cazals (né le 7 novembre 1946) est un journaliste, producteur de cinéma et réalisateur français.
À partir de 1984, il réalise une quarantaine de courts et moyens métrages documentaires.

## Biographie
Patrick Cazals est d'abord journaliste pour le quotidien Libération de 1988 à 1993, les Cahiers du cinéma de 1988 à 1992, et à France Culture de 1990 à 2000.
Il crée en 1987 Les films du Horla, qu'il dirige ensuite et qui produit dès lors tous ses tournages, notamment Doisneau des villes, Doisneau des champs.

## Publications
Source: « Patrick Cazals », sur Babelio
- Musidora, la dixième muse, H.Veyrier
- Sergueï Paradjanov, Cahiers du Cinéma, 1993
- Aventures et Légendes des Troubadours, Nathan
- Contes et Légendes d’Occitanie, Nathan

## Filmographie
Source: « Patrick Cazals », sur Film doc (consulté le 25 avril 2025)
- Musidora , la dixième muse, 2013, 65 min.
- Le Manteau arménien de Jean-Jacques Rousseau, 2012, 50 min.
- L'Ouragan Kalatozov, 2012, 74 min[4]
- Paris-Inde, esquisse et toiles, 2008, 50 min.
- Les Chantiers du Père Castor, 2007, 52 min.
- René Depestre, retour à Jacmel, 2006, 26 min.
- Rouben Mamoulian, l'âge d'or de Broadway et Hollywood, 2006, 60 min.
- Arthur Rimbaud, Chypre poste restante, 2005, 52 min.
- René Depestre, chronique d'un animal marin, 2004, 63 min.
- Les Mille et Un Orients d'Alexandre Dumas, 2003, 26 min.
- Sergueï Paradjanov, le rebelle, 2003, 52 min.
- Les Tribulations de M. Sartre et de Mme de Beauvoir vers le Caucase..., 2002, 32 min.
- Kali, des livres et des femmes, 2002, 26 min.
- Aziza , sculpteurs au Bénin, 2002, 31 min.
- Amrita Sher-Gil, une rhapsodie indienne, 2002, 52 min.
- René Caillié, le livre des sables, 2001, 26 min.
- Un Mali d'écrivains, 2001, 27 min.
- Jean Cortot, l'écriture peinte, 2001, 26 min.
- Robert Giraud, le maître d'argot, 1999, 27 min.
- Les bucherons de la Tour Zizam, 1997, 52 min.
- Doisneau des villes, Doisneau des champs, 1993, 55 min.
- Jacques Dubois , la sagesse du regard, 1996, 26 min.
- Marcelle Delpastre, à fleur de vie, 1996, 25 min.
- Le Chant de l'alouette ou l'héritage des troubadours, 1996, 68 min.
- Bohumil Hrabal (co-réalisé avec Michael Wellner-Pospisil), 1995, 45 min.
- Doisneau des villes, Doisneau des champs, 1993, 55 min.
- Jean Lurçat : le rêve ensoleillé, 1992, 26 min.
- Goudji, orfèvre, 1992 , 22 min.
- Zadkine, la lumière, 1992, 26 min.
- Il est un cinéma enchanteur[5], 1990, 30 min.
- Dom Robert ou la clef des champs, 1990, 15 min.
- Sergueï Paradjanov, un portrait, 1988, 26 min.
- Niko Pirosmani, peintre, 1988, 19 min.
- Marcelle Delpastre, le chant végétal, 1986, 32 min.
- Marcelle, parole, 1986 min.
- Indigo, pastel et vermillon, 1984, 14 min.
- Aubusson, la passion de la tapisserie, 1984, 14 min